# North-Battleford (ancienne circonscription fédérale)
Pour les articles homonymes, voir North Battleford (homonymie).
North-Battleford (aussi connue sous le nom de Battleford-Nord) fut une circonscription électorale fédérale de la Saskatchewan, représentée de 1917 à 1949.
La circonscription de North-Battleford a été créée en 1914 avec des parties de Battleford, Prince Albert et Saskatoon. En 1924, North-Battleford devint Battleford-Nord. Abolie en 1947, elle fut redistribuée parmi Prince Albert, Rosetown—Biggar et The Battlefords.

## Géographie
En 1914, la circonscription de North-Battleford comprenait:
- La partie nord-ouest de la Saskatchewan, au nord de la rivière Saskatchewan Nord

## Députés
1. 1917-1921 — Charles Edwin Long, CON
2. 1921-1925 — Claudius Charles Davies, PPC
3. 1925-1940 — Cameron Ross McIntosh, PLC
4. 1940-1945 — Frederick W. Townley-Smith, CCF

- CCF = Co-Operative Commonwealth Federation
- CON = Parti conservateur du Canada (ancien)
- PLC = Parti libéral du Canada
- PPC = Parti progressiste du Canada